# Campionato italiano a squadre di calcio da tavolo 2015
Il Campionato italiano a squadre di calcio da tavolo del 2015 si è svolto a San Benedetto del Tronto, sia il girone di andata che di ritorno.

## Classifica Finale
|  | Classifica Finale 2015    | PUNTI | GIOC. | V  | N | P  | IV | IP | DI  |
|  | ------------------------- | ----- | ----- | -- | - | -- | -- | -- | --- |
|  | F.lli Bari Reggio Emilia  | 56    | 22    | 18 | 2 | 2  | 59 | 14 | 45  |
|  | Eagles Napoli             | 53    | 22    | 17 | 2 | 3  | 54 | 21 | 33  |
|  | Black & Blue Pisa         | 52    | 22    | 17 | 1 | 4  | 46 | 21 | 25  |
|  | Fiamme Azzurre Roma       | 44    | 22    | 13 | 5 | 4  | 46 | 24 | 22  |
|  | Pierce 14 Cas. Monferrato | 36    | 22    | 10 | 6 | 6  | 37 | 29 | 8   |
|  | Perugia                   | 29    | 22    | 8  | 5 | 9  | 36 | 35 | 1   |
|  | Salernitana               | 20    | 22    | 5  | 5 | 12 | 25 | 47 | -22 |
|  | Bologna Tigers            | 17    | 22    | 4  | 5 | 13 | 23 | 42 | -19 |
|  | Stella Artois Milano      | 17    | 22    | 3  | 8 | 11 | 22 | 43 | -21 |
|  | Ascoli                    | 16    | 22    | 3  | 7 | 12 | 20 | 46 | -26 |
|  | CCT Roma                  | 15    | 22    | 4  | 3 | 15 | 24 | 47 | -23 |
|  | Napoli Fighters           | 13    | 22    | 2  | 7 | 13 | 23 | 46 | -23 |

## Formazione della Squadra Campione D'Italia
| Flores Carlos    |
| Capellacci Luca  |
| Bari Saverio     |
| Cremona Massimo  |
| Licheri Emanuele |
| Lamberti Marco   |
| Monica Giacomo   |
| Riccò Alberto    |
| ---------------- |